# NGC 3300
NGC 3300 ist eine linsenförmige Galaxie vom Hubble-Typ SB0 im Sternbild Leo an der Ekliptik. Sie ist schätzungsweise 130 Millionen Lichtjahre von der Milchstraße entfernt und hat einen Durchmesser von etwa 55.000 Lichtjahren. Vom Sonnensystem aus entfernt sich die Galaxie mit einer errechneten Radialgeschwindigkeit von näherungsweise 3.000 Kilometern pro Sekunde.
Sie ist Teil der sieben Mitglieder zählenden Lyons Groups of Galaxies LGG 116 um NGC 3306. Im selben Himmelsareal befinden sich unter anderem die Galaxien PGC 200180, PGC 1447297, PGC 1448219, PGC 1458909.
Das Objekt wurde am 19. März 1784 von William Herschel entdeckt.